# Chiesa dei Santi Pietro e Pantaleone
La chiesa dei Santi Pietro e Pantaleone è la parrocchiale di Bosco Marengo, in provincia e diocesi di Alessandria; fa parte della zona pastorale di Fraschetta-Marengo.

## Storia

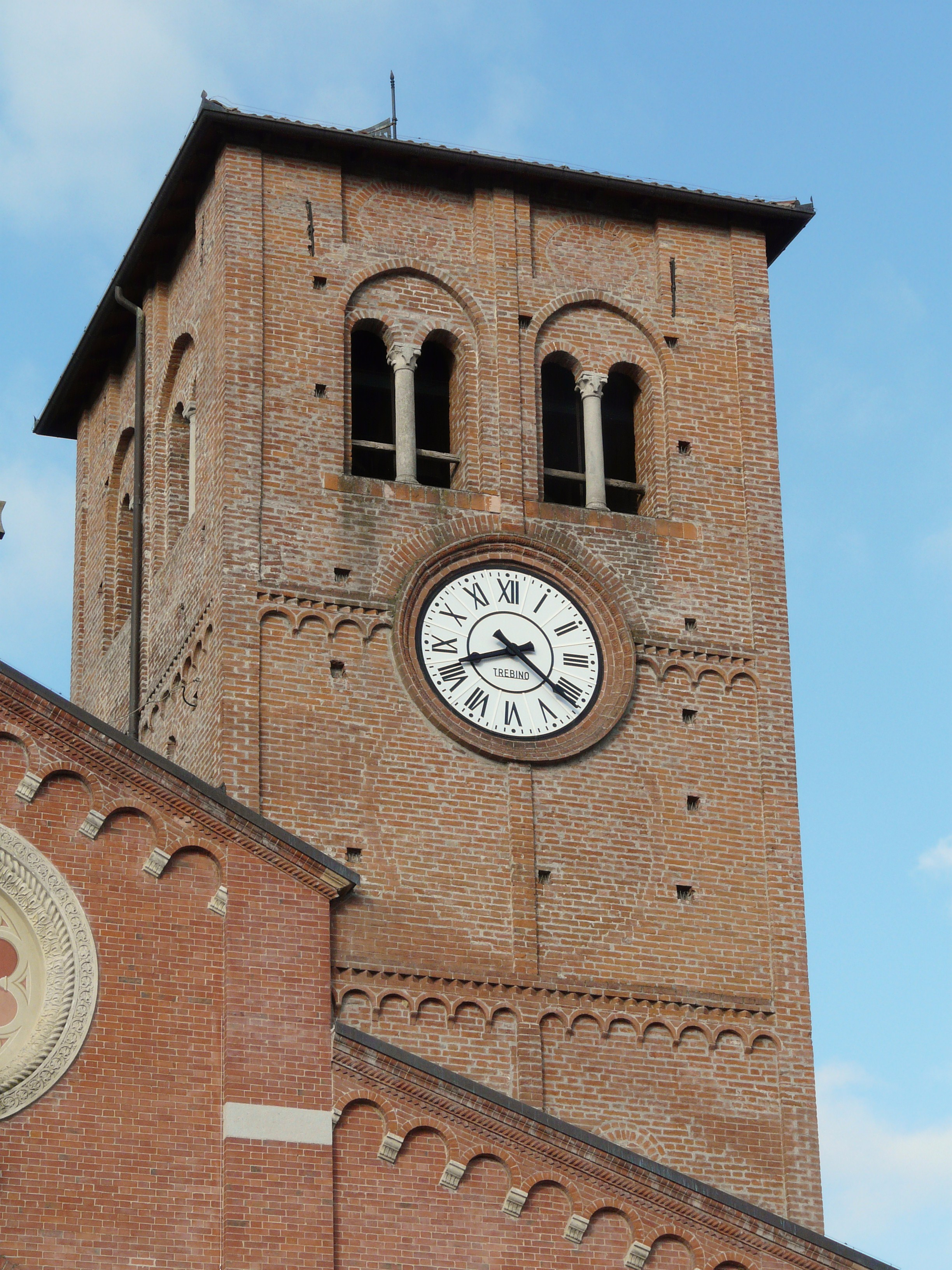
Il campanile

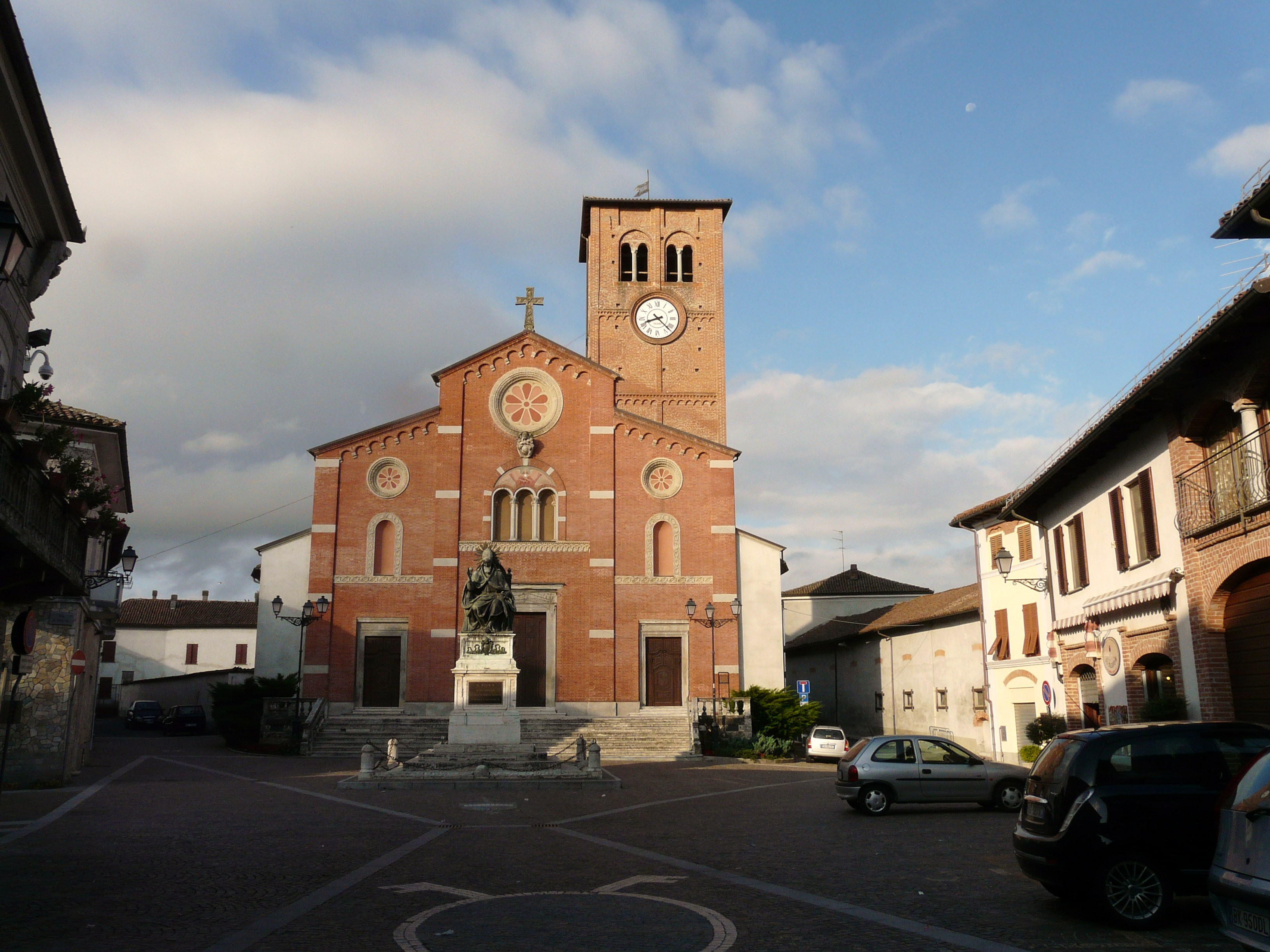
La chiesa e la piazza antistante

La pieve di Bosco Marengo sorse nel X secolo e la sua presenza è attestata per la prima volta in un documento del 945.
Questa chiesa fu sostituita da una nuova in stile gotico nel XIII secolo.
L'attuale parrocchiale è frutto del rifacimento condotto sul finire del XVI secolo per volere del cardinale Bonelli e di papa Pio V; il nuovo edificio, terminato verso il 1580 e dedicato non solo san Piero, ma anche a san Pantaleone in ricordo di un'antica cappella situata fuori dal paese e distrutta nel 1497, fu realizzato con la pianta ruotata di 180° gradi rispetto alla pieve duecentesca.
La facciata neoromanica venne ricostruita alla fine del XIX secolo. Tra il 2017 e il 2018 il tetto della chiesa fu oggetto di un intervento di ripristino.

## Descrizione
L'interno della chiesa è diviso in tre navate con volte a crociera divise da sedici pilastri cruciformi su cui si aprono undici cappelle caratterizzate da volte a vela. Opere di pregio conservate all'interno sono il fonte battesimale, nel quale venne battezzato nel 1404 papa Pio V, l'affresco avente come soggetto la Natività, realizzato nel Seicento, la pala donatore ignoto raffigurante la Beata Vergine Maria assieme ai santi Biagio e Antonio, risalente al 1545, l'organo, costruito dal piacentino Paolo Molestino verso il 1597, il settecentesco altare laterale di San Pio.